# 吉川兼吉
吉川 兼吉（よしかわ かねきち、1853年 - 1935年）は、日本のフランス料理人。帝国ホテル初代料理長や明治天皇の料理番を務めた。

## 経歴
ザ・グランド・ホテル・ヨコハマで、フランス人料理長ルイ・ベギュー(Louis Begue, 生没年不詳)の薫陶を得、鹿鳴館を経て、1890年、帝国ホテルのオープニングスタッフとして初代料理長に就任した。
1905年、大韓帝国建国に伴い、初代韓国統監に就任した伊藤博文から、初代皇帝に即位した第26代李氏朝鮮王・光武帝高宗の料理番への就任要請を受けるが、一度は固辞する。1906年に宮内省の大膳職として明治天皇の料理番に就任した。
1907年、伊藤の求めに応じ、息子・林造と共に渡韓、高宗の息子で同年第2代皇帝に即位した第27代李氏朝鮮王・隆熙帝純宗の料理番に就任する。隆熙帝(純宗)は、吉川父子のフランス料理を好み、ほぼ毎日食したという。
1909年の伊藤博文暗殺後、1910年の韓国併合に伴う大韓帝国滅亡を受けて帰国した。

## エピソード
吉川は、子息で帝国ホテルの料理人・吉川林造とともに、オードブルからデザートに至る286種類のルセット、食材に対する考え方、フランス料理のテーブルマナーを記載した直筆の料理書を編纂した。吉川家では、この料理書を風呂敷に包み、桐箱に入れて保管していたが、その存在は忘れ去られていた。この間、帝国ホテルでは、後任の料理人達が伝承によりその調理技術を守っていたが、2009年に吉川家が料理書を発見、帝国ホテルに寄贈し、そのルーツが再確認された。